# Los Belones
Los Belones es una localidad del municipio de Cartagena, comunidad autónoma de la Región de Murcia en España.

## Geografía  física

### Ubicación
Situado en las proximidades del Mar Menor en la comarca natural del Campo de Cartagena. El Mar Menor está situado a tan sólo 2 km. con localidades como Islas Menores, Mar de Cristal y Los Nietos en su costa. Cabo de Palos y La Manga del Mar Menor están situadas a poco más de 10 minutos por carretera.
Destacar además La Manga Club Resort, complejo de golf y hostelero que dista más de 3 km de la población.
Por último falta nombrar a la capital municipal, Cartagena, que contiene un gran legado cultural e histórico de más de 3000 años de antigüedad; situada a 25 kilómetros. 
Todo esto, la cercanía de Los Belones respecto a estos distintos enclaves y lugares de interés, le hacen ser llamado por muchos lugareños como "el cruce de caminos".

### Clima
Las condiciones climáticas de la localidad corresponden al definido como clima mediterráneo seco (Bsk), según la clasificación climática de Köppen, con temperaturas suaves en invierno y altas en verano. El termómetro puede llegar a 38 °C en julio-agosto y no suele bajar de 5 °C en invierno ya que la media anual es de 16-18 °C. 
Las precipitaciones son escasas, entre 200 y 500 mm. anuales, teniendo lugar sobre todo en primavera y otoño. La media es de 323 mm. anuales pero la humedad también ayuda a la vegetación existente. No obstante, durante los meses de septiembre y octubre se pueden producir precipitaciones torrenciales causadas por formaciones tormentosas en altura, conocidas popularmente como gota fría, pudiendo causar importantes inundaciones.
Los vientos suelen soplar de sureste o suroeste (lebeche seco), y en otoño del este o noroeste (levante), acompañados en esta última estación de nubes y lluvias. A veces también sopla en otoño el lebeche o el de noroeste, y deja el cielo sin nubes. En cambio, en verano los vientos son más fuertes y si vienen del sur (África) incrementarán notablemente el calor.

### Geomorfología

#### Ramblas
La rambla de la Carrasquilla nace en las proximidades de Atamaría, cerca de La Manga Club, pasa por Los Belones y desemboca en la Punta de La Lengua de la Vaca, situada entre Los Nietos e Islas Menores. El Ministerio para la Transición Ecológica, a través de la Confederación Hidrográfica del Segura, prevé una serie de proyectos de restauración hidrológico-forestal para la reducción del riesgo de inundación y la mejora ambiental de la ramblas de Las Matildes, la del Beal, el Barranco de Ponce y la rambla de la Carrasquilla con el objetivo de retener los sedimentos acompañados de metales pesados procedentes de las balsas y escombreras de la Sierra Minera antes de que entren en el Mar Menor.

#### Zonas protegidas
En los alrededores de Los Belones encontramos espacios naturales tan importantes como el Parque Regional de Calblanque, Monte de las Cenizas y Peña del Águila y los Espacios abiertos e islas del Mar Menor. Calblanque está situado a tan solo 5 minutos del pueblo de Los Belones, lo que lo hace ideal como punto de partida para la práctica del senderismo y contemplación de una gran variedad de flora y fauna.
Varias zonas del parque han sido lugar de cultivo y ganadería bovina de los beloneros durante décadas.
Cabe destacar que las playas de Calblanque y Calnegre, entre otras, están situadas a 14 minutos en coche, playas consideradas unas de las más bellas de la región debido a su paisaje natural exento de la mano del hombre. Actualmente, el acceso a una parte del parque, así como a sus playas, está restringido en los meses de verano, por lo que está a disposición un servicio especial de transporte en autobús en esa fecha.

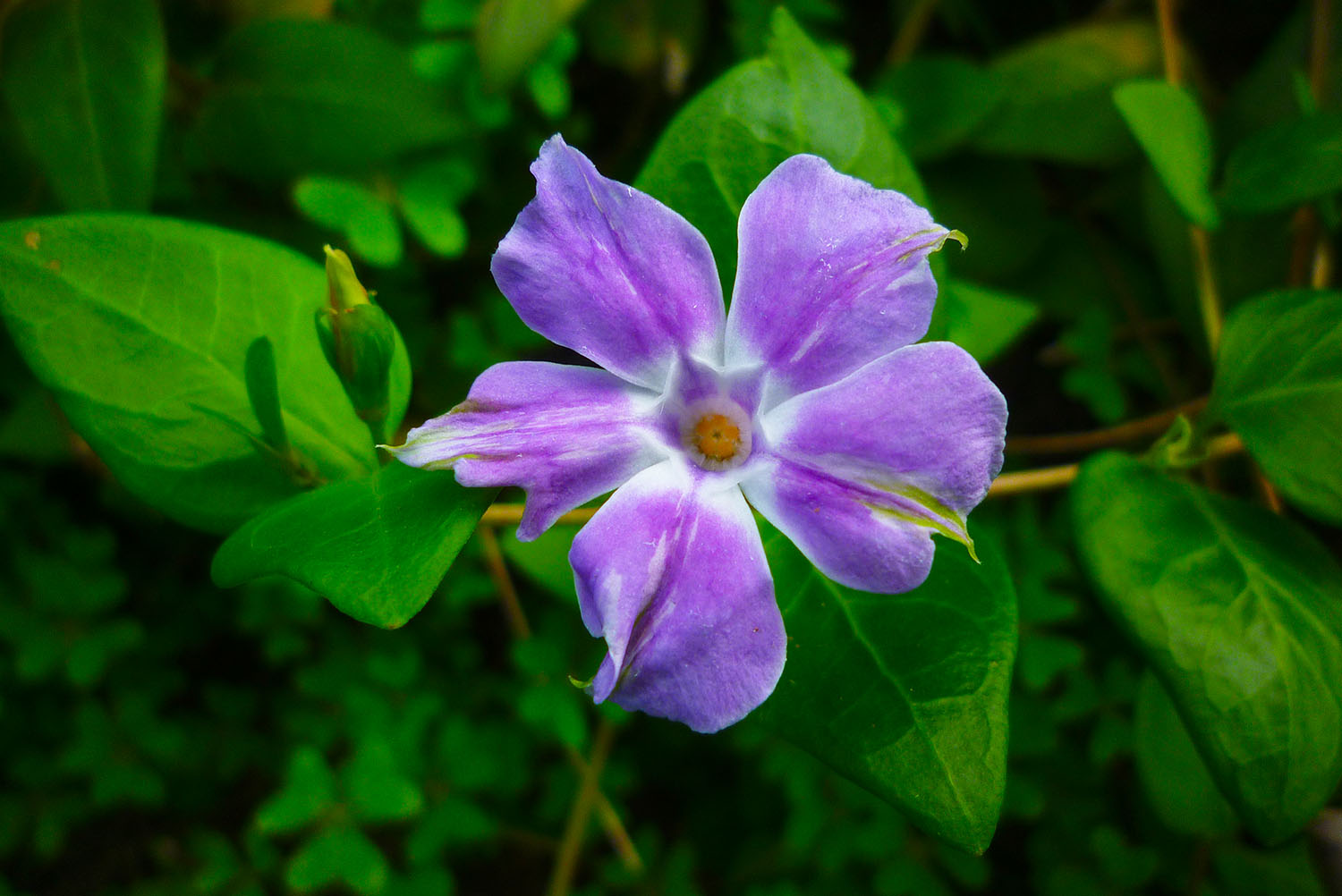
Vinca difformis en el Cabezo de la Fuente, Los Belones

En uno de sus núcleos, Las Barracas, el cual desciende de la montaña llamada "el Cabezo de la Fuente", encontramos un bonito paisaje y una fuente de agua procedente de un acuífero situado en dicha montaña, así como unas bellas vistas del Mar Menor y su entorno.

## Historia
El Mar Menor fue denominado La Albufera o Albufera del Cabo de Palos desde época musulmana y 
sufrió los ataques de piratas berberiscos durante mucho tiempo por lo que apenas estaba poblado debido a la inseguridad existente. La repoblación del Campo de Cartagena tendrá lugar a partir del siglo XVII y estará impulsada por el plan gubernamental de situar a Cartagena como ciudad militar y capital de departamento marítimo. El nuevo auge del movimiento colonizador hacia el Campo de Cartagena traerá nuevos propietarios a las tierras. Muchos topónimos estarían basados en los apellidos de los primeros pobladores o propietarios añadiendo una “-s” a los apellidos para nombrar a la familia como es el caso de Los Belones.
Los hermanos José y Manuel Bellón llegan a Cartagena en 1776 procedentes de Alicante y eran hombres de negocios que decidieron invertir en tierras una parte de sus beneficios adquiriendo unas 206 fanegas y 6 celemines de tierra conformando una hacienda cercana a dos fuentes, la Fuente Grande y la Fuente Chica. Todo ello en las inmediaciones de la actual localidad de Los Belones cuya toponimia procede de los hermanos Bellón.

## Geografía humana

### Organización territorial
Además del núcleo urbano consta de tres núcleos de población más: Cobaticas, Las Barracas y Atamaría.
El término municipal de Cartagena se divide en entidades colectivas de población allí denominadas diputaciones. Los Belones pertenece a la diputación del Rincón de San Ginés y es una entidad singular de población o pedanía del municipio.

### Demografía

#### Población
2.345 habitantes en 2021 según el Instituto Nacional de Estadística.

### Equipamientos y servicios
- Colegio Público San Isidro y Colegio Leonardo Da Vinci, Oficina municipal de información y trámites administrativos del Ayuntamiento de Cartagena (OMITA), consultorio médico, farmacia, entidades bancarias, bares, restaurantes, comercios, oficina de correos, clínicas, notaría, iglesia de San Isidro, cementerio, centro social (con una gran variedad de actividades para los vecinos).

- Mercadillo semanal: se celebra todos los martes.

Los Belones dispone también de un polideportivo (campo de fútbol, pádel, tenis y baloncesto).

### Transportes y comunicaciones

#### Carreteras
Por las afueras de la población pasa la carretera RM-12 que une La Manga con Cartagena y Murcia entre otras poblaciones. La carretera RM-F534 la comunica con las playas del Mar Menor de Islas Menores, Mar de Cristal y Los Nietos; otra carretera, la RM-314 se dirige hacia el campo de golf en la zona denominada La Manga Golf Resort, el paraje de Atamaría, el camino hacia la batería de Cenizas hasta Portmán.

#### Autobuses
El servicio de viajeros por carretera del municipio se engloba dentro de la marca Movibus, un sistema de transporte público interurbano de la Región de Murcia (España), que incluye los servicios de autobús de titularidad autonómica.
| Línea | Recorrido                                          | Operador       |
| ----- | -------------------------------------------------- | -------------- |
| 43    | Cartagena - Cabo de Palos - La Manga del Mar Menor | ALSA (TUCARSA) |

Además, presta servicio la siguiente línea interurbana durante el periodo estival:
| Línea     | Recorrido                       | Operador |
| --------- | ------------------------------- | -------- |
| MUR-083-2 | Murcia - La Manga del Mar Menor | Interbus |

También dispone de conexiones a destinos nacionales:
| Línea   | Recorrido                       | Operador |
| ------- | ------------------------------- | -------- |
| VAC-055 | Madrid - La Manga del Mar Menor | ALSA     |

### Economía
Basa su economía en la agricultura, el comercio y el sector servicios en poblaciones cercanas como La Manga del Mar Menor o el complejo de golf La Manga Club Resort.

## Festividades
Se organizan varias actividades durante las dos semanas previas al 15 de mayo, día de San Isidro Labrador, patrón del pueblo.
El primer domingo del mes de mayo se saca en procesión a la figura del santo desde la iglesia y se lleva hasta la Fuente Grande, en Las Barracas. Dicho día es típico lucir trajes regionales (romero o romera) junto con el tradicional de sevillana (sólo mujeres) y se celebran actos y actividades como la típica misa con cánticos regionales, bailes de sevillanas, concursos con juegos populares tales como tiro de la cuerda, etc., pero lo más atractivo, sin duda, es la gran cantidad de gente que acude inclusive población extranjera, la cual ha incorporado este día como uno más de su itinerario turístico. Suele haber varios puestos con venta de comida típica al público y cerveza gratuita.